# Santa Catalina Island

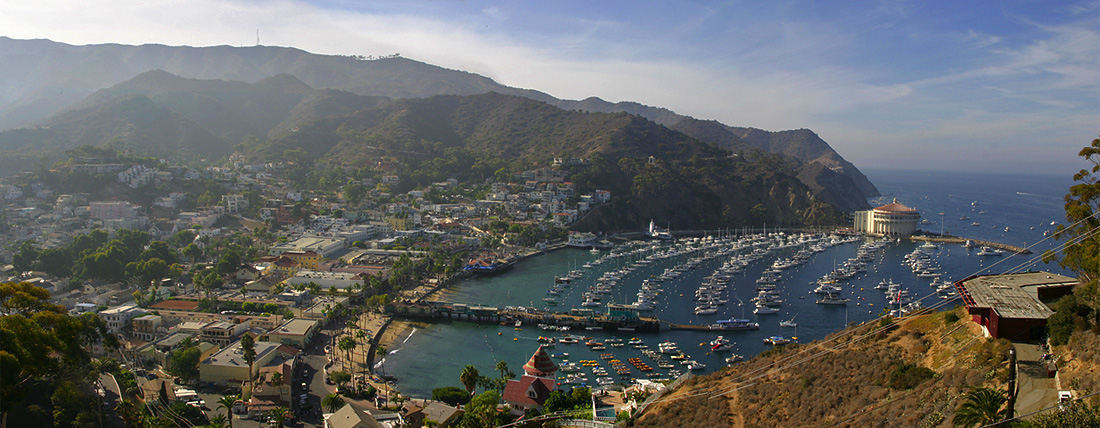
De baai van Avalon, de hoofdplaats van Santa Catalina Island.

Santa Catalina Island, meestal Catalina Island genoemd, is een rotsachtig eiland voor de kust van de Amerikaanse staat Californië. Het maakt deel uit van de Channel Islands en is een onderdeel van Los Angeles County.
Het eiland is 194 km² groot en ligt op ongeveer 35 kilometer van het vasteland. De hoofdplaats is Avalon, met ongeveer 3000 inwoners. Het hoogste punt is Mount Orizaba met 639 meter. Santa Catalina staat bekend als een populaire toeristische bestemming met bijna een miljoen bezoekers per jaar die per veerboot van het vasteland komen.

## Geschiedenis
Catalina werd oorspronkelijk bewoond door de Tongva, een Noord-Amerikaans indianenvolk, die het eiland de naam Pimu of Pimugna gaven. De eerste Europeanen die in 1542 het eiland bezochten claimden het voor het Spaanse Rijk. Eigendom werd jaren later overgedragen aan Mexico en uiteindelijk naar de Verenigde Staten.
Het eiland werd enige tijd gebruikt door smokkelaars, stropers en goudzoekers, toen het begin jaren 1920 succesvol werd ontwikkeld als toeristische bestemming door kauwgommagnaat William Wrigley Jr.
Vanaf 1975 valt het merendeel van het eiland onder het beheer en toezicht van de Catalina Island Conservancy.

## Klimaat
Santa Catalina kent een warm mediterraan klimaat met milde wintertemperaturen tussen de 8,7 en 14,7 graden Celsius. In de zomer zijn er temperaturen tussen 15,6 en 25,6 graden Celsius. De laagst en hoogst gemeten temperaturen op het eiland zijn -2 °C en 41 °C.
De meeste neerslag viel in 1952 met 55,2 cm en het droogste jaar was 1964 met slechts 14 cm regen.

## Flora en fauna
Het eiland kent circa 400 soorten inheemse plantensoorten. De meest voorkomende flora zijn chaparral, kustsalie, eikenhout en grassen. Eucalyptusbomen zijn de meest voorkomende nieuwe soort flora.
Op het eiland leven vijf soorten landdieren: de eilandvos, Californische grondeekhoorn, Westelijke oogstmuis en de Californische spitsmuis. Andere soorten dieren die veel voorkomen zijn dagvlinders en de Zuidelijke ratelslang. Dieren die op het eiland werden overgebracht zijn de Amerikaanse bizon, Indische antilope, Amerikaanse stierkikker, verwilderde kat, muildierhert en de spreeuw.

## Populaire cultuur
Het eiland is gebruikt als filmlocatie voor ruim 500 films, documentaires, televisieprogramma's en reclames in de twintigste eeuw. Enkele films die op het eiland of voor de kust zijn opgenomen zijn Treasure Island (1920), The Ten Commandments (1923), Ben-Hur (1925), Captain Blood (1935), Chinatown (1974), Jaws (1975), Waterworld (1995), Apollo 13 (1995) en The Thin Red Line (1998).
Op het World Wide Developer Congress (WWDC) Stelde Apple de naam voor van hun nieuwe MacOS 10.15 besturingsysteem genaamd Catalina, gebaseerd op deze locatie.
De Amerikaanse zanger Al Jolson baseerde zijn lied "Avalon" op de hoofdstad. Componist Harold Spina schreef het nummer "Santa Catalina (Island of Romance)" in 1946 dat ging over het eiland. De band The Four Preps bereikte met het lied "26 Miles (Santa Catalina)" in 1958 de tweede plek in de Amerikaanse hitlijsten.

## Geboren op Santa Catalina
- Edward Parker (1904)
- Gregory Harrison (1950)

## Trivia
- Van 1894 tot 1898 werd de post naar het vasteland door postduiven verzorgd.
- Actrice Marilyn Monroe woonde in 1943 korte tijd op het eiland.
- Volgens krantenberichten uit de eerste helft van de twintigste eeuw zouden dr. A.W. Furstenan en Ralph Glidden menselijke overblijfselen op het eiland gevonden hebben.